# San Rafael, Colombia
San Rafael är en ort i Colombia.   Den ligger i departementet Antioquía, i den centrala delen av landet, 210 km nordväst om huvudstaden Bogotá. San Rafael ligger 994 meter över havet och antalet invånare är 7 245.
Terrängen runt San Rafael är kuperad åt nordost, men åt sydväst är den bergig. San Rafael ligger nere i en dal. Runt San Rafael är det ganska glesbefolkat, med 35 invånare per kvadratkilometer. Närmaste större samhälle är San Carlos, 12,4 km söder om San Rafael. I omgivningarna runt San Rafael växer i huvudsak städsegrön lövskog.